# 감각신경
감각신경(sensory nerve) 또는 들신경(afferent nerve) 또는 구심성 신경은 중추신경계통으로 감각 정보를 전달하는 신경이며, 외부나 내부 자극들을 감지하고, 인식하는 기능을 한다. 감각신경은 몸 전체에 있는 감각 신경세포들을 연결시키며, 중추신경계통에 있는 처리회로로 가는 통로가 된다.

## 같이 보기
- 말초신경계
- 몸신경계
- 교감신경계
- 부교감신경계
- 운동 신경 (motor nerve)
- 들신경섬유 (afferent nerve fiber)
- 날신경섬유 (efferent nerve fiber)
- 감각 신경세포 (sensory neuron)
- 운동 신경세포 (motor neuron)